# چلسی هریس
چلسی هریس (انگلیسی: Chelsey Harris؛ زادهٔ ۱۵ ژوئیهٔ ۱۹۸۹) بازیکن فوتبال اهل سنت کیتس و نویس است.

وی همچنین در تیم ملی فوتبال Saint Kitts and Nevis بازی کرده‌است.